# Exochus frater
Exochus frater är en stekelart som beskrevs av André Seyrig 1934. Exochus frater ingår i släktet Exochus och familjen brokparasitsteklar. Inga underarter finns listade i Catalogue of Life.